# Palio di Ferrara
Der Palio di Ferrara ist ein Wettkampf zwischen den acht Contraden von Ferrara, die aus den vier Stadtteilen innerhalb der mittelalterlichen Stadtmauern und den vier Borghi außerhalb bestehen. Es ist der älteste Palio der Welt und geht auf die historischen Feierlichkeiten des Jahres 1259 zurück, die 1279 wiederholt wurden und 1471 zu einem außerordentlichen Palio wurden, als Borso d’Este aus Rom zurückkehrte, nachdem er von Papst Paul II. die herzogliche Investitur erhalten hatte. Nach Jahrhunderten wurde die Tradition 1933 und 1967 wieder aufgenommen.

## Geschichte

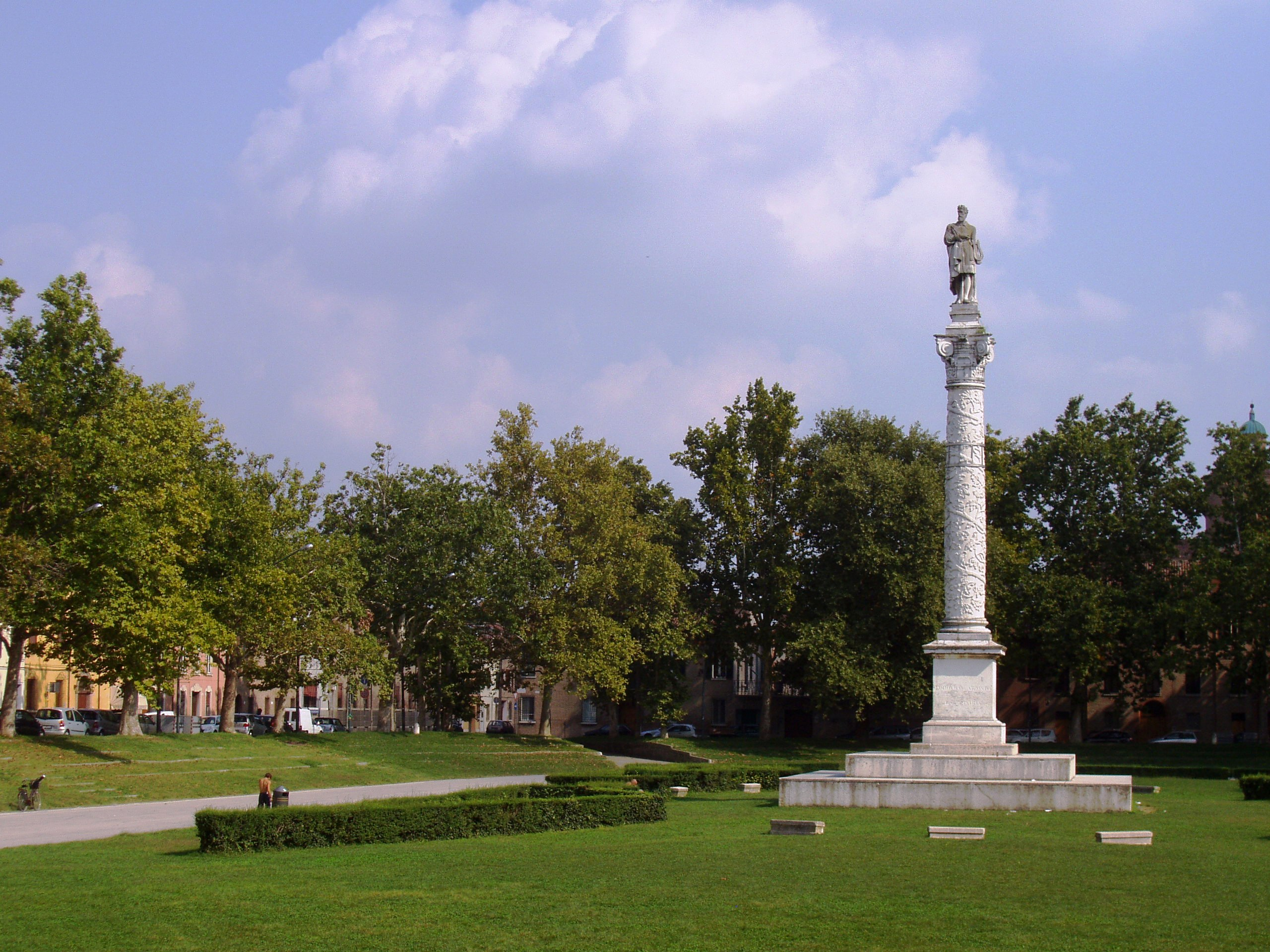
Die Piazza Ariostea in Ferrara, wo der Palio ausgetragen wird

Der Palio der Este-Stadt umfasst drei historische Epochen.

### Mittelalterlicher Palio
Die lokalen Chroniken berichten, dass die Einwohner Ferraras zur Feier des Sieges von Azzo VII. d’Este, dem Befehlshaber der päpstlichen Truppen, über Ezzelino III. da Romano, den „Tyrannen“, den Befehlshaber der kaiserlichen Truppen, bei Cassano d’Adda im Jahr 1259 durch die Straßen der Stadt Wettrennen von Infanteristen und Mägdten, Eseln und Pferden veranstalteten. Der Brauch entwickelte sich so weit, dass die Läufe anlässlich von Geburten und Hochzeiten organisiert und 1279 institutionalisiert wurden, indem die Pflicht eingeführt wurde, am 23. April „zu Ehren des Heiligen Georg“ und am 15. August zu „Ehren der Jungfrau Maria“ zu laufen. Später fand das Rennen in Erinnerung an den außerordentlichen Palio statt, der zu Ehren des von Papst Paul II. zum Herzog ernannten Borso d’Este abgehalten wurde, der am letzten Sonntag im Mai 1471 nach Ferrara zurückkehrte. Die Stadt war in Bezirke außerhalb der Stadtmauern und Bezirke innerhalb der Stadtmauern unterteilt. Bis 1600 fanden die Rennen ununterbrochen statt, dann wurden sie teilweise durch andere Umzüge ersetzt und die Tradition ging allmählich verloren.

### Palio im 20. Jahrhundert

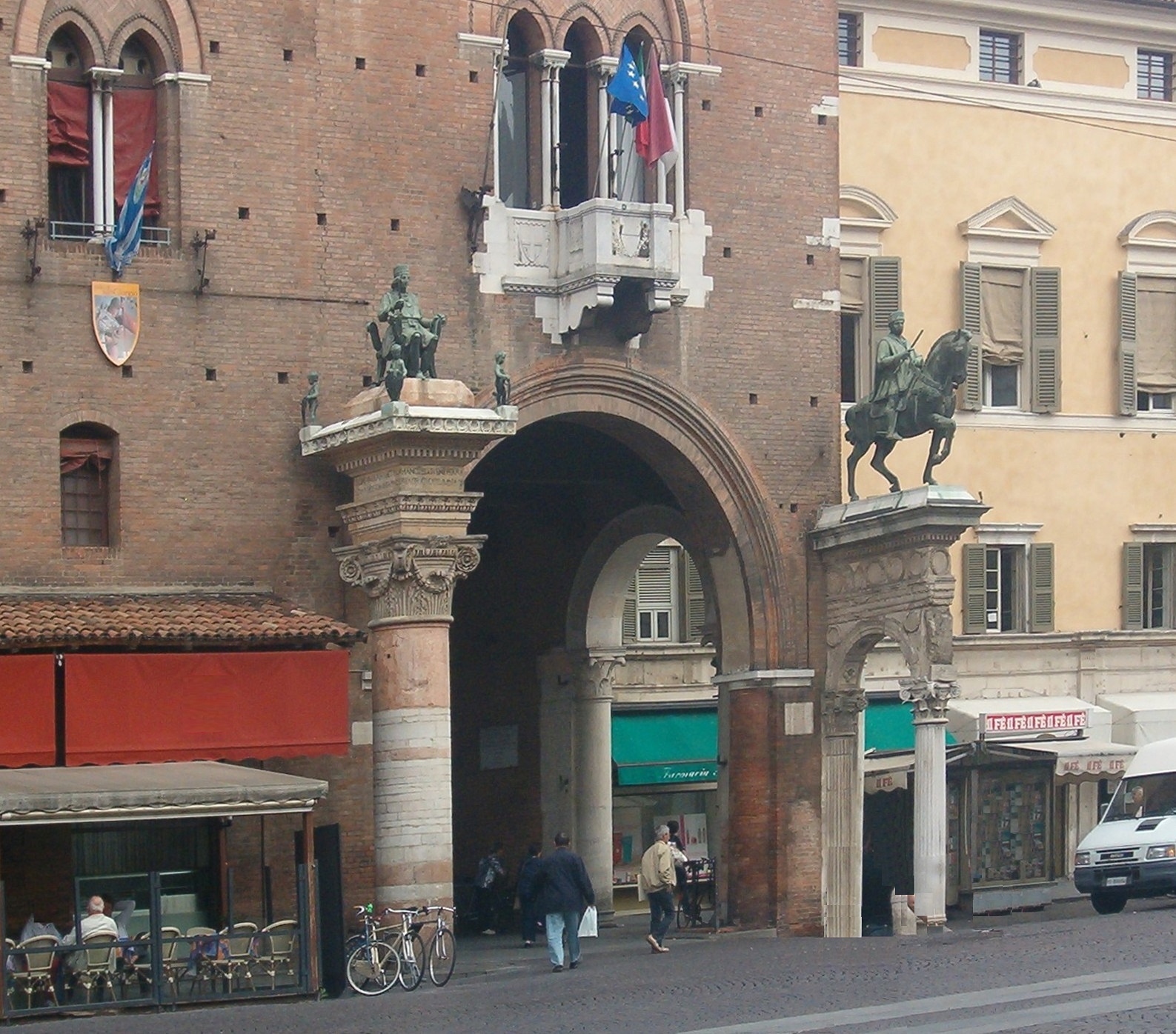
Volto del Cavallo, Stadtpalast von Ferrara. Die Statuen von Borso d’Este sitzend und Niccolò III d’Este zu Pferd sind Kopien aus den 1920er Jahren.

In den 1930er Jahren beschloss ein Kreis um Italo Balbo, dem auch Renzo Ravenna, Bürgermeister der Stadt von 1926 bis 1938, und Nello Quilici, Journalist und Direktor des Corriere Padano, angehörten, die alten Traditionen wieder aufleben zu lassen, um der Hauptstadt der Este neuen Glanz zu verleihen. So wurde der Palio ab 1933 wiederbelebt, zeitgleich mit den Initiativen im Zusammenhang mit der Ausstellung zur 400-Jahr-Feier Ariostos. Interessant ist, dass die Kostüme für den Umzug von Nives Comas Casati entworfen wurden, einem weiteren Mitarbeiter Balbos, der sich von den Fresken des Palazzo Schifanoia inspirieren ließ. Aufgrund der Kriegsereignisse wurde die Veranstaltung zunächst unterbrochen, dann eingestellt und erst nach fast dreißig Jahren, im Jahr 1967, wieder aufgenommen.

### Palio im 21. Jahrhundert
Im 21. Jahrhundert findet der Palio immer am letzten Sonntag im Mai statt und beschließt einen Monat voller Feste, Umzüge und Wettkämpfe zwischen den acht Stadtvierteln der Este-Stadt (San Giorgio, San Giacomo, San Paolo, Santo Spirito, Santa Maria in Vado, San Luca, San Giovanni und San Benedetto), die in spannenden Fahnen- und Musikwettbewerben gegeneinander antreten. Das Burschenrennen, Corso die Putti (das rote Tuch von San Romano), Mädchenrennen, Corso delle Putte (das grüne Tuch von San Paolo), Eselrennen (das weiße Tuch von San Maurelio) und um das kostbare Tuch, das San Giorgio gewidmet ist, das atemberaubende Rennen der Berberi, der Halbblutpferde. Acht Tage vor dem Rennen findet der Umzug aller Contraden statt. Ursprünglich fand der Umzug auf dem Corso della Giovecca statt, dann vor dem Castello Estense während er seit dem Jahr 2000 auf dem Corso Ercole I d’Este (der antiken Via degli Angeli) stattfindet, da er als historische Nachstellung des Ereignisses der Rückkehr des Herzogs Borso in die Stadt nach seiner Rückkehr aus Rom, wo er den Titel des Herzogs von Ferrara erhalten hatte, angesehen wird. Der Palio findet, mit wenigen Ausnahmen, immer am letzten Sonntag im Mai auf der Piazza Ariostea statt. Die Palio-Stiftung der Stadt Ferrara hat ihren Sitz im Torre dell’Orologio.
Die Austragung 2023 fand zum ersten Mal an einem Samstag und in der Nacht statt, die Rennen wurden am 27. Mai ausgetragen.

## Contraden
Am Palio von Ferrara nehmen acht Contraden teil, die in vier Borghi und vier Rioni unterteilt sind. Als Rioni werden die Contraden bezeichnet, deren Gebiet sich innerhalb der Stadtmauern von Ferrara befindet, und als Borghi diejenigen, deren Gebiet außerhalb der Stadtmauern liegt.

### Borghi
| Symbole      | Farben        | Territorium |
| ------------ | ------------- | --- |
| Weißer Adler | Gelb und Blau | Viale Cavour (ungerade Seite) bis Corso Isonzo (ungerade Seite), Via Darsena (von Corso Isonzo bis Vialle IV Novembre), Via Arginone, Mura di Porta Po bis Via Canapa, Viale Po bis zur Eisenbahnunterführung, Via Modena (ungerade Seite) bis zur Brücke über den Boicelli-Kanal, Mizzana, Cassana und Porotto bis zu den Grenzen der Gemeinde Ferrara. |

| Symbole | Farben       | Territorium |
| ------- | ------------ | --- |
| Hydra   | Gelb und Rot | Barriera di Porta Reno, Via Bologna (ungerade Seite) bis Ponte di S. Paolo, Ringstraße außerhalb der Stadtmauern, Stadtteile S. Giorgio, Quacchio, Villa Fulvia und Aguscello, Via Pomposa (gerade Seite), Via Comacchio (Ortsteile von Borgo Margherita, Cona, Codrea, Cocomaro di Cona und Cocomaro di Focomorto, Quartesana), Via Ravenna (Ortsteile von Fossanova San Marco, Gorgo, Gaibanella-Sant'Egidio, Gaibana, Monestirolo) und San Bartolomeo in Bosco |

| Symbole                     | Farben       | Territorium |
| --------------------------- | ------------ | --- |
| Luchs mit verbundenen Augen | Rot und Blau | Via Pomposa (ungerade Seite, bis zur Grenze der Gemeinde Ferrara), Viale Po (ungerade Seite), Gebiet Doro, Via Modena (gerade Seite, bis zum Boicelli-Kanal, rechte Seite), Gebiet außerhalb der Mauern der Via Pomposa, Gemeinden Casaglia und Ravalle (bis zur Grenze der Gemeinde Ferrara) |

| Symbole | Farben       | Territorium |
| ------- | ------------ | --- |
| Zaun    | Rot und Grün | Vom Marrara-Kanal entlang des Po di Volano bis zur Eisenbahnlinie nach Bologna; entlang der Via Bologna (auf beiden Seiten der Porta Reno-Brücke) bis Montalbano, einschließlich der Gemeinden Chiesuol del Fosso, San Martino, Marrara und der angrenzenden Gebiete (mit Ausnahme der Ortschaft San Bartolomeo in Bosco) |

### Rioni
| Symbol  | Farben        | Territorium |
| ------- | ------------- | --- |
| Diamant | Weiß und Blau | Barriera di Porta Po, Viale Cavour (gerade Seite), Corso Ercole I D’Este (ungerade Seite), Mura degli Angeli bis zur Barriera di Porta Po |

| Symbol              | Farben           | Territorium |
| ------------------- | ---------------- | --- |
| Adler auf einem Rad | Weiß und Schwarz | Corso Porta Reno (ungerade Seite), Corso Martiri della Libertà (ungerade Seite), Viale Cavour (ungerade Seite), Corso Isonzo (ungerade Seite), Via Darsena, Via Bologna (gerade Seite) bis zur Ponte di San Paolo, Piazza Travaglio (Seite Via Piangipane) |

| Symbol  | Farben           | Territorium |
| ------- | ---------------- | --- |
| Einhorn | Gelb und Violett | Corso della Giovecca (gerade Seite), Corso Martiri della Libertà (gerade Seite), Corso Porta Reno (ungerade Seite), Piazza Travaglio (Seite Via S. Romano), Ringstraße innerhalb der Stadtmauer bis zur Piazzale Medaglie d’Oro |

| Symbol  | Farben        | Territorium |
| ------- | ------------- | --- |
| Granate | Gelb und Grün | Corso della Giovecca (ungerade Seite), Corso Ercole I d’Este (gerade Seite), Mura degli Angeli (bis zur Piazzale Medaglie d’Oro) |

## Ausgabe 2006 und Sicherheit
Am Sonntag, den 28. Mai 2006, fand die dramatischste Ausgabe des Palio di Ferrara statt. Das Pferderennen verlief zwei Runden lang ohne Zwischenfälle. In der zweiten Runde kam es zu einer Reihe von Stürzen, bei denen der für San Giacomo startende Jockey Gingillo verletzt wurde, zwei Pferde stürzten und zwei weitere zu Boden gingen. Unter den verunglückten Pferden befanden sich Baonero, der Gingillo gehörte, und Blasco, der von Alessio Corda für San Giovanni geritten wurde, während In Space, ein Pferd von San Benedetto, das von Voragine geritten wurde, eine Verletzung erlitt, die seine Teilnahme an künftigen Rennen in Frage stellt. Die Schuld wurde dem schlechten Zustand der Rennbahn in Verbindung mit der überhöhten Geschwindigkeit der Pferde zugeschrieben. Obwohl das Fehlverhalten einiger Jockeys (Gingillo und Il Bufera, Jockey der Contrada San Giorgio), wie in den ersten Stunden nach dem Rennen behauptet wurde, nicht ursächlich war, wurde es einige Tage nach dem Rennen mit einer Disqualifikation von vier Jahren bestraft. Nach den Vorfällen des Jahres 2006 hat der Palio di Ferrara für die kommenden Ausgaben einige wichtige Änderungen bei der Durchführung des Pferderennens ins Auge gefasst, um die Sicherheit von Mensch und Tier zu erhöhen. Eine erste Lösung bestand darin, Vollblutpferde, die als zu schnell und für die Eigenschaften der Rennbahn ungeeignet galten, vom Rennen auszuschließen und stattdessen Halbblutpferde zuzulassen, die im „Protocollo di Siena“ eingetragen sind (oder mindestens zwei Rennen in Provinzpalios bestritten haben). Außerdem wurde für den Boden der Rennbahn eine Mischung aus Sand und Lehm verwendet, um die Geschwindigkeit der Pferde zu verringern. Auf reglementarischer Ebene wurde auch das Konzept der „objektiven Verantwortung“ der Contrade für eventuelle Unregelmäßigkeiten der Jockeys oder der Contradaioli selbst eingeführt. Schließlich wurde eine doppelte Dopingkontrolle der Pferde eingeführt, die sowohl vor als auch unmittelbar nach dem Rennen durchgeführt werden muss. Diese Änderungen, die ab der Ausgabe 2007 eingeführt wurden, scheinen ihre Wirkung nicht verfehlt zu haben, da der Palio regelmäßig stattfand und weder bei den Jockeys noch bei den Pferden Probleme auftraten.